# Faros del Panamá
Le Faros del Panamá (en français « Phare du Panama ») est un complexe de gratte-ciel en construction situé à Panama (Panama).
L'ensemble devrait comporter 3 bâtiments : la Torre Central d'une hauteur de 346 mètres entourée par les Torre Oeste et Estede 290 mètres.
La construction a été suspendue en raison de gros problèmes financiers.